# Танцы со звёздами (Бразилия)
«Танцы со звёздами» — развлекательное телешоу, стартовавшее на телеканале «Rede Globo» 20 ноября 2005 года. Бразильская версия английской программы канала BBC «Strictly Come Dancing».

## О программе
В шоу участвуют пары, каждая из которых состоит из профессионального танцора и звезды телеэкрана, кинематографа, театра и тому подобное. После выступления каждой пары жюри выставляет оценки от 5 до 10.
После очередного выпуска телешоу начинается голосование телезрителей — телефонными звонками либо в социальных сетях. Оценка публики суммируется с оценкой профессионалов. Пара, которая набрала наименьшее количество баллов, покидает шоу. В финальной передаче сезона определяется победитель.

## Обзор серии
| №  | Количество | Количество | Период трансляции             | Победители                         |
| №  | Пар        | Выпусков   | Период трансляции             | Победители                         |
| -- | ---------- | ---------- | ----------------------------- | ---------------------------------- |
| 1  | 6          | 5          | 20 ноября — 18 декабря 2005   | Карина Баччи и Фабьяно Вивас       |
| 2  | 6          | 6          | 24 февраля — 26 марта 2006    | Юлиана Дидон и Леандро Азеведо     |
| 3  | 12         | 12         | 14 мая — 6 августа 2006       | Робсон да Силва и Ивонете Либерато |
| 4  | 12         | 13         | 11 марта — 17 июня 2007       | Родриго Хилберт и Присцилла Амарал |
| 5  | 10         | 11         | 24 февраля — 11 мая 2008      | Кристиане Торлони и Альваро Рейс   |
| 6  | 10         | 10         | 19 апреля — 28 июня 2009      | Паола Оливейро и Атилия Амарал     |
| 7  | 12         | 15         | 18 апреля — 25 июня 2010      | Фернанда Соуза и Алехандро Порцел  |
| 8  | 12         | 14         | 22 мая — 4 сентября 2011      | Мигель Ронканто и Ана Симонес      |
| 9  | 12         | 15         | 20 ая — 16 сентября 2012      | Родриго Симас и Раквелл Гуарани    |
| 10 | 12         | 14         | 26 мая — 15 сентября 2013     | Карол Кастро и Леандро Азеведо     |
| 11 | 12         | 15         | 3 августа — 30 ноября 2014    | Марчелло Мелло и Раквелл Гуарани   |
| 12 | 12         | 16         | 9 августа — 6 декабря 2015    | Виван Араухо и Марсело Гранейро    |
| 13 | 12         | 16         | 28 августа — 11 декабря 2016  | Фелипе Симас и Карол Агнело        |
| 14 | 12         | 17         | 13 августа — 17 декабря 2017  | Мария Джоана и Региналдо Сама      |
| 15 | 12         | 16         | 19 августа — 16 декабря 2018  | Лео Джейм и Ларисса Парисон        |
| 16 | 12         | 17         | 25 августа — 22 декабря 2019  | Кайсар Дадур и Майара Араухо       |
| 17 | 12         | 13         | 20 сентября — 20 декабря 2020 | Люси Рамос и Ларисса Парисон       |
| 18 | 18         | ТВА        | 16 мая 2021 — настоящее время | TBА                                |